# 上田健次
上田 健次（うえだ けんじ、1943年12月29日 - ）は大阪府出身のプロゴルファー。

## 来歴
1969年にプロ入りし、1970年の美津濃プロ新人では2位、九州オープンでは1974年には鈴木規夫の2位、1977年には鈴木・上田鉄弘に次ぐ4位、1978年には小池国夫と並んでの9位タイに入った。
1975年の中日クラウンズでは3日目に4番ホールで大会第1号ホールインワンを記録 。
1976年の東北クラシックでは初日に10番でイーグルを出したほか4バーディー、1ボギーで、プロ入り後初めて5アンダー67をマークし、内田繁・山本善隆に1打差付けて首位に立つ。2日目には霧雨の降る悪コンディションで後半崩れてパープレーの72に終わり、 通算で宮本康弘、イレネオ・レガスピ（フィリピン）と並んでの4位タイに後退。3日目には69でブライアン・ジョーンズ（オーストラリア）と並んでの2位タイに再び浮上し、最終日は尾崎将司・前田新作・呂良煥（中華民国）・ジョーンズと並んでの6位タイに終わった。
同年の関西プロでは内田と並んでの7位タイ、1977年の関西プロでは山本・金本章生と並んでの5位タイに入った。
1977年のKBCオーガスタでは初日を首位タイの安田春雄・杉原輝雄・入江勉から1打差、長谷川勝治・菊地勝司・岩下吉久・許勝三（中華民国）と並んでの4位タイでスタートし、3日目には12番で自身2年ぶり2度目、大会2度目のホールインワンを記録。6番アイアンを使用し、前に打った二人が7番アイアンでショートしたため、乗せるだけでいいと思って打ったところ、ワンバウンドで入り、賞金20万円を獲得。
1981年の阿蘇ナショナルパークオープンでは2日目に松本紀彦・泉川ピート・冨田三十士・高橋五月と並んでの4位タイに着け、最終日には藤木三郎・横島由一・謝敏男（中華民国）・安田に次ぐと同時に羽川豊・高橋・泉川を抑えての5位に入った。
1989年の関西オープンを最後にレギュラーツアーから引退し、シニア転向後の1993年は関西プロシニア9位タイ、1994年はとうきゅうシニアカップ6位タイに入ったが、1999年の日本プロシニアを最後にシニアツアーから引退。
2004年の日本プログランドシニアでは石井裕士・杉原輝雄・松本・金井清一・新井規矩雄に次ぎ、天野勝・古市忠夫と並んでの7位タイに入った。
2008年の関西プログランドシニアでは9ホール「10」、18ホール「24」と共に最小パット数を記録し、中村忠夫・吉川一雄と並んでの9位タイに入った。
福岡国際カントリークラブ所属時代は白石達哉が師事し、後に八女上陽ゴルフ倶楽部、阪急神崎川ゴルフ場に所属。